# Brinon-sur-Sauldre
Brinon-sur-Sauldre es una comuna francesa situada en el departamento de Cher, en la región de Centro-Valle del Loira.

## Demografía
| 1440 | 1332 | 1293 | 1249 | 1107 | 1089 | 971 |
| Para los censos de 1962 a 1999 la población legal corresponde a la población sin duplicidades (Fuente: INSEE [Consultar]) |      |      |      |      |      |     |